# Livella
La livella è uno strumento di misura utilizzato per determinare la pendenza di una superficie rispetto a un piano orizzontale di riferimento. Esistono due categorie principali di livelle: quelle a bolla e quelle laser. Le livelle a bolla sono distinguibili in livelle toriche e livelle sferiche.

## Livella a bolla

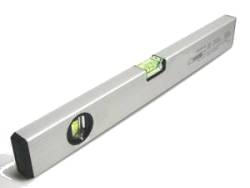
Una classica livella a bolla

### Storia
L'invenzione della livella a bolla può essere fatta risalire all'ingegnere Antoine Chézy, che ne definì le modalità costruttive e ne predilesse il suo uso a scapito del filo a piombo, soggetto a maggiori errori di misura.

### Funzionamento
La livella a bolla si basa su un principio elementare della fisica: riempiendo un contenitore di liquido (di solito liquidi volatili come etere o alcol) e lasciandovi una bolla d'aria all'interno, la bolla si posizionerà sempre nel punto più alto del contenitore, perché l'aria è meno densa del liquido. Sfruttando questa proprietà, se inseriamo del liquido in un contenitore sferico lasciandovi una bolla d'aria, otteniamo che la bolla si posizioni sempre nel punto della sfera più lontano dalla superficie terrestre o, meglio, si posiziona sempre a indicare lo zenit, se si considera la linea teorica che passa dal centro della sfera per il baricentro della bolla d'aria.
Se dunque fissiamo la sfera a un apparecchio che desideriamo stia perfettamente orizzontale, non dovremo far altro che muovere l'apparecchio finché la bolla non sarà nella parte superiore della sfera, che avremo avuto cura di indicare con un segno.
Questa è la livella sferica, apparecchio che trova applicazione, in particolare, negli strumenti topografici, quali il celerimetro o tacheometro, il teodolite e la stazione totale.

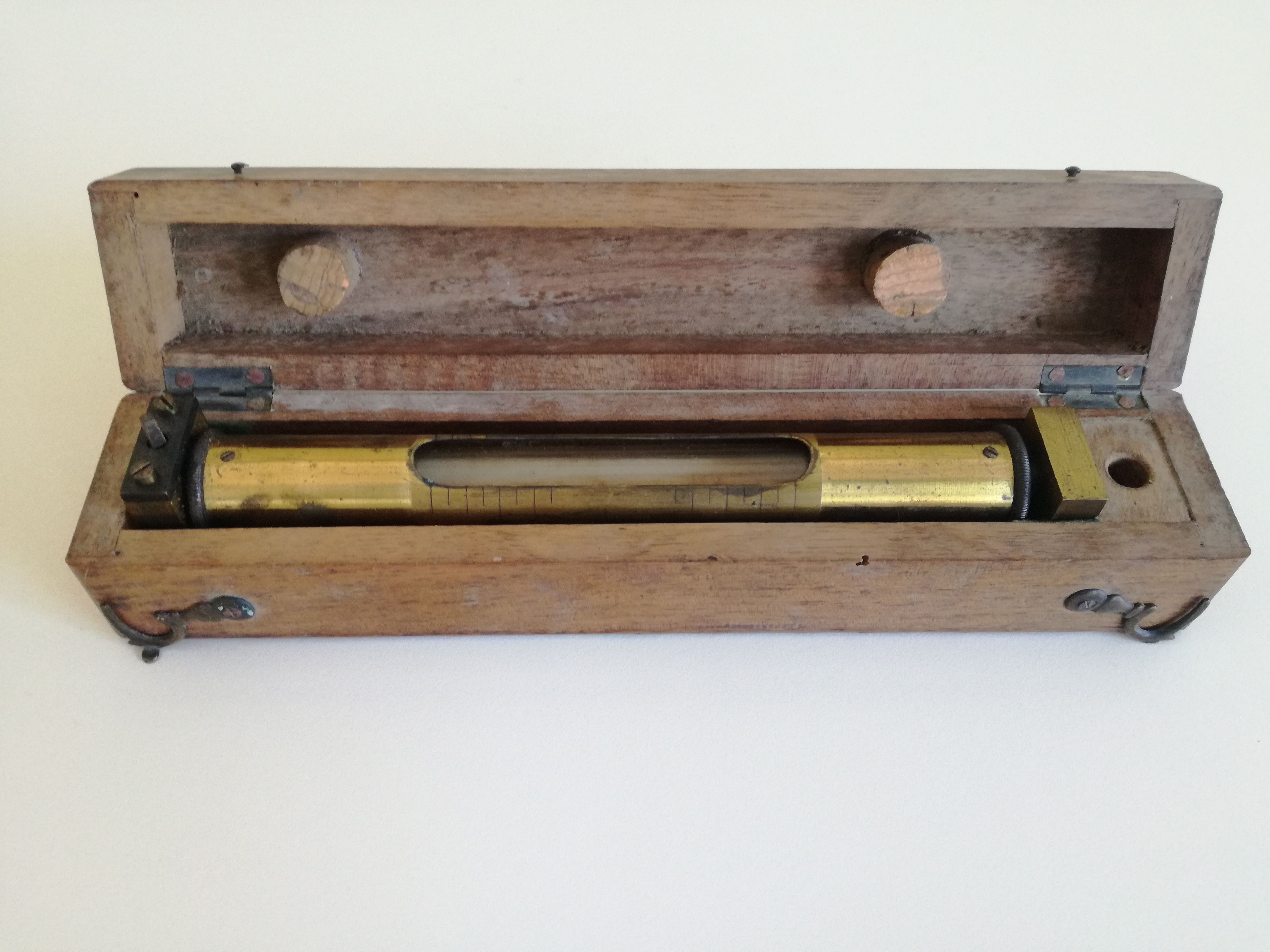
Livella di fine '800

Se desiderassimo una maggiore precisione (si tratta pur sempre di strumenti a lettura diretta) in una livella che occupa lo stesso spazio fisico, sostituiremo la sfera con un toro. Il toro ci permette di avere misure molto più precise, con l'unico inconveniente che la livella a bolla toroidale è precisa in una sola direzione, a differenza della livella sferica che ci dà la misura in tutte le direzioni contemporaneamente. La livella toroidale viene utilizzata sugli strumenti topografici, come ausilio alla livella sferica per la messa in bolla dello strumento.
La livella toroidale, o torica, trova applicazione nelle livelle utilizzate nei cantieri edili: montata su un oggetto che ha un piano liscio può permettere di determinare facilmente un asse orizzontale o verticale.
Tutte le livelle a bolla amplificano l'errore di lettura. L'errore di posizione di un decimo di millimetro della bolla d'aria rispetto al riferimento si ripercuote amplificato sulla distanza: a un metro sarà di un millimetro, a dieci metri sarà di un centimetro.

## Livella laser

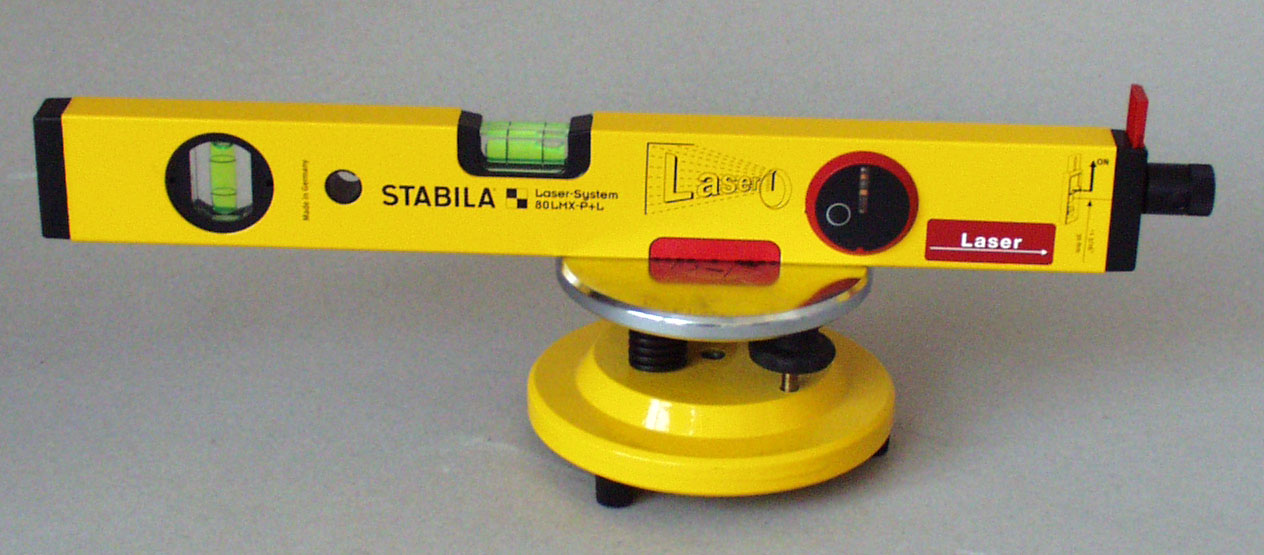
Una livella laser

La livella laser, contrariamente a quanto avviene per la livella sferica e torica, non viene usata per determinare se una superficie sia o meno in piano: serve, invece, per tracciare una linea luminosa che ci permette di capire quali punti di uno spazio chiuso (o anche aperto, volendo) appartengono allo stesso piano. La livella laser, per essere messa in piano, utilizza comunque una livella sferica e due toroidali (una per ogni direzione fondamentale, o una unica orientabile).
La livella laser in genere si compone di un apparecchio rettangolare, sorretto da un treppiede, che monta, a una estremità, un raggio luminoso a elevata intensità. L'apparecchio è in grado di ruotare autonomamente sull'asse del treppiede, lanciando a 360° il fascio luminoso, un miglioramento sulla precisione e facilita d'uso di questo strumento è costituito dalla funzione di autolivellamento di cui sono dotate le livelle laser più recenti.

## Simbologia
In massoneria, la livella è simbolo dell'uguaglianza fra tutti i Fratelli.

## Nella cultura di massa
Tale strumento è citato in una poesia del 1964 dell'attore italiano Totò denominata per l'appunto 'A livella.